# Justin Long
Justin Jacob Long (nascut el 2 de juny de 1978) és un actor i còmic estatunidenc. És conegut pels seus papers cinematogràfics, especialment en comèdies i pel·lícules de terror, especialment a Galaxy Quest (1999), Jeepers Creepers (2001), Dodgeball (2004), Herbie: Fully Loaded (2005), Accepted (2006), Idiocracy (2006), Dreamland (2006), Live Free or Die Hard (2007), Zack and Miri Make a Porno (2008), Arrossega'm a l'infern (2009), Què els passa, als homes? (2009), Alpha and Omega (2010),  Best Man Down (2013), The Wave (2019), i Barbarian (2022), a més de donar veu a Alvin Seville a la sèrie de pel·lícules d'acció en viu Alvin and the Chipmunks. També és conegut per les seves aparicions televisives com Warren Cheswick a la sèrie de comèdia dramàtica de la NBC Ed (2000–2004), Kevin Murphy a la sitcom original de Netflix F Is for Family (2015–2021), i Nathan Bratt a la sèrie de Disney+ Goosebumps (2023), pel qual va ser nominat al Premi Emmy Infantil i Familiar al millor intèrpret principal. Va aparèixer amb John Hodgman en anuncis de televisió per a la campanya publicitària d’Apple's "Get a Mac" (2006–2009), i com ell mateix a la campanya "Go PC" d'Intel.

## Primers anys
Long va néixer a Fairfield (Connecticut), fill de R. James Long, professor de filosofia i llatí a la Universitat de Fairfield, i Wendy Lesniak, una antiga actriu. La seva àvia paterna era d'ascendència siciliana. Long va tenir una educació "conservadora" catòlica. El seu germà gran, Damian, és un actor d'escenari local i professor a la Weston High School. Va assistir durant molt de temps a la Fairfield College Preparatory School, una institució de la Companyia de Jesús, i al Vassar College, on va ser membre del grup de comèdia d’esquetxos Laughingstock i va protagonitzar diverses obres, incloses Butterflies Are Free'.

## Carrera

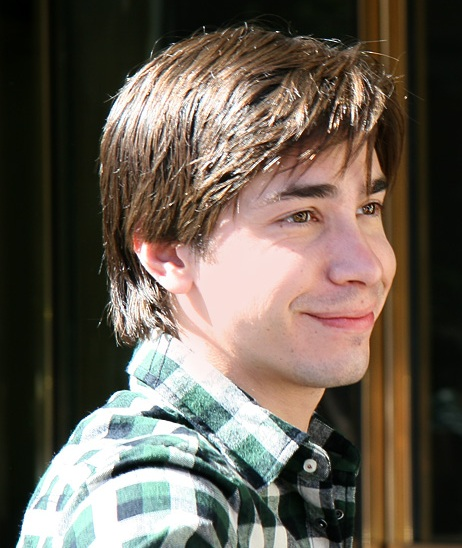
Long al Festival Internacional de Cinema de Toronto de 2007

Els crèdits cinematogràfics de Long inclouen Idiocracy, Waiting..., Jeepers Creepers, DodgeBall: A True Underdog Story, The Break-Up, Crossroads, Galaxy Quest, Dreamland i Live Free or Die Hard. També va ser un habitual de la sèrie de televisió de la NBC Ed (2000–04) com a Warren P. Cheswick, socialment incòmode. Se li va oferir l'oportunitat de substituir Steve Burns a Blue's Clues després d'abandonar el programa, però finalment es va negar.. Va ser la veu d'Alvin a Alvin and the Chipmunks, Alvin and the Chipmunks: The Squeakquel, Alvin and the Chipmunks: Chipwrecked, i Alvin and the Chipmunks: The Road Chip. També va interpretar el personatge principal de la pel·lícula de comèdia Accepted (2006).
Long va fer una aparició com a convidat al documental, Wild West Comedy Show (2006). El 2007, va coprotagonitzar amb Bruce Willis com a hacker barret blanc a Live Free or Die Hard i va aparèixer a The Sasquatch Gang.
Long és conegut per la seva representació d'un Mac a la campanya de publicitat d'Apple "Get a Mac". La campanya va incloure anuncis en què Long com a Mac i John Hodgman com a PC feien broma lúdica sobre "els punts forts de la plataforma Mac i els punts febles del PC."
Long també va tenir un petit paper a la pel·lícula de comèdia Zack and Miri Make a Porno (2008) com Brandon St. Randy, una estrella del porno gai. El 2009, va protagonitzar Què els passa, als homes? amb Ginnifer Goodwin i After.Life amb Liam Neeson i Christina Ricci. També va proporcionar la veu a Humphrey a Alpha and Omega (2010), protagonitzada amb Hayden Panettiere. També el 2010, va aparèixer a la comèdia Salvant les distàncies amb Drew Barrymore. Va ser elegit com un veterà de la Guerra Civil d'un sol braç a La conspiració de Robert Redford.
Long va gravar la versió audiollibre de Then Again, Maybe I Won't de Judy Blume i Everything's Eventual de Stephen King. Del 7 al 18 de juliol de 2010, va aparèixer en una producció de "Samuel J. and K." al Williamstown Theatre Festival. El 16 d'agost de 2010, va ser co-amfitrió de WWE Raw amb els coprotagonistes de Going the Distance Charlie Day i Jason Sudeikis al Staples Center de Los Angeles.
El 2014, va protagonitzar el drama d'amor independent Comet, que ell i la seva coprotagonista, Emmy Rossum, també van produir. Aquell mateix any, va protagonitzar la pel·lícula de Kevin Smith Tusk de terror corporal-comèdia negra , sobre la fascinació de tota la vida d'un home per les morses i el fetitxisme de la modificació corporal i cirurgia estètica extrema. També el 2014, Long va aparèixer en uns quants esquemes a Inside Amy Schumer. L'abril de 2019 va iniciar el podcast Life Is Short with Justin Long; el seu episodi introductori es va emetre a través de Wondery el 13 de maig de 2019. El seu primer convidat va ser l'actor Neil Patrick Harris.
El 24 de juny de 2019, Long, juntament amb un repartiment de conjunt, va presentar The Investigation: A Search for the Truth in Ten Acts, una lectura dramàtica de l'Informe sobre la investigació sobre la interferència russa a les eleccions presidencials del conseller especial Robert S. Mueller III. Long va interpretar l'antic director de l'Federal Bureau of Investigation James Comey. L'any 2020, va aparèixer a la sèrie de televisió de realitat Celebrity Watch Party al costat del seu germà petit Christian Long. Va aparèixer en anuncis publicitaris de la campanya "Go PC" d'Intel.
El juliol de 2024, se li va confirmar que dirigiria i escriure un segment per a V/H/S/Beyond, que es va estrenar exclusivament a Shudder el 4 d'octubre de 2024..

## Vida personal
Long va tenir una relació amb Drew Barrymore que va durar entre el 2007 i el 2010. Va mantenir una relació amb Amanda Seyfried de 2013 a 2015.
Durant un episodi del podcast Armchair Expert amb Dax Shepard, Long va revelar que va ser víctima d'una droga i un segrest durant el rodatge de Youth In Revolt mentre estava a Michigan. Segons Long, després d'una nit de beure, se'n va anar amb diverses persones locals que li van oferir marihuana que en realitat era pols d'àngel, més coneguda com PCP. Després d'intoxicar-lo greument, aquestes persones el van portar a diversos llocs en contra de la seva voluntat i es van negar a retornar-lo al seu hotel. Segons Long, van fer referència a filmar-lo mentre  consumia drogues dures i vendre el metratge a TMZ o a un altre lloc web dedicat a la premsa rosa. Long estava tan preocupat que finalment va escapar saltant del vehicle en moviment. Va dir que s'ha enfrontat a un dany nerviós persistent a la cama a causa de les ferides que va patir durant la fugida.
El gener de 2022, es va informar que Long estava sortint amb l'actriu Kate Bosworth. L'abril de 2023, la parella va anunciar el seu compromís. Durant un episodi del seu podcast Life is Short el maig de 2023, Long es va referir a Bosworth com la seva "actual esposa."

## Política
Long és un demòcrata. Va donar suport a Barack Obama durant les eleccions presidencials dels Estats Units de 2012 i va ser un crític obert del candidat republicà nominat Mitt Romney, descrivint-lo com un "Gordon Gekko modern". Long va avalar el senador Bernie Sanders com a president a les eleccions presidencials dels Estats Units de 2016. Va donar suport a Sanders de nou a les primàries demòcrates de 2020, s'ha vist a les manifestacions de Sanders i ha aparegut a la campanya electoral com a substitut.

## Filmografia

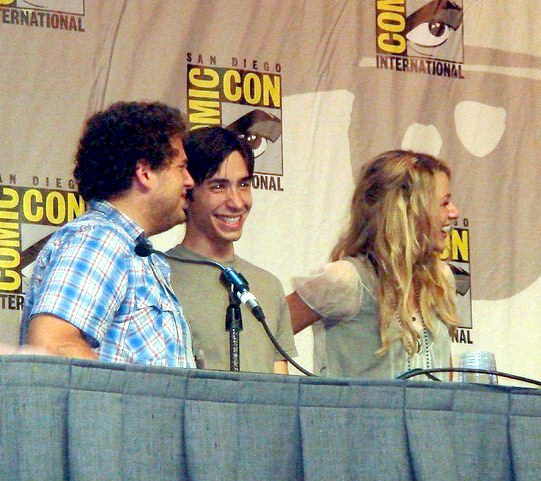
D’esquerra a dreta: Jonah Hill, Long, i Blake Lively promocionant Accepted al Comic-Con 2006

### Cinema
| Any  | Títol                                               | Paper                                        | Notes                                                       |
| ---- | --------------------------------------------------- | -------------------------------------------- | ----------------------------------------------------------- |
| 1999 | Galaxy Quest                                        | Brandon                                      |                                                             |
| 2001 | Happy Campers                                       | Donald                                       |                                                             |
| 2001 | Jeepers Creepers                                    | Darius "Darry" Jenner                        |                                                             |
| 2002 | Crossroads                                          | Henry                                        |                                                             |
| 2003 | Jeepers Creepers 2                                  | Darry Jenner                                 | Cameo                                                       |
| 2004 | Raising Genius                                      | Hal Nestor                                   |                                                             |
| 2004 | Hair High                                           | Dwayne                                       | Veu                                                         |
| 2004 | DodgeBall: A True Underdog Story                    | Justin Redman                                |                                                             |
| 2004 | Wake Up, Ron Burgundy: The Lost Movie               | Chris Harken                                 | Directe a DVD                                               |
| 2005 | Robin's Big Date                                    | Robin                                        | Curtmetratge                                                |
| 2005 | Herbie: Fully Loaded                                | Kevin                                        |                                                             |
| 2005 | Waiting...                                          | Dean Saunders                                |                                                             |
| 2006 | The Sasquatch Gang                                  | Zerk Wilder                                  |                                                             |
| 2006 | Dreamland                                           | Mookie                                       |                                                             |
| 2006 | The Break-Up                                        | Christopher Hirons                           |                                                             |
| 2006 | Accepted                                            | Bartleby "B" Gaines                          |                                                             |
| 2006 | Idiocracy                                           | Dr. Lexus                                    |                                                             |
| 2007 | Live Free or Die Hard                               | Matthew "Matt" Farrell                       |                                                             |
| 2007 | Battle for Terra                                    | Senn                                         | Veu                                                         |
| 2007 | Alvin and the Chipmunks                             | Alvin Seville                                | Veu                                                         |
| 2007 | Walk Hard: The Dewey Cox Story                      | George Harrison                              | Cameo                                                       |
| 2008 | Strange Wilderness                                  | Junior                                       |                                                             |
| 2008 | Just Add Water                                      | Spoonie                                      |                                                             |
| 2008 | Zack and Miri Make a Porno                          | Brandon St. Randy                            |                                                             |
| 2008 | Pineapple Express                                   | Justin                                       | Escena eliminada                                            |
| 2009 | Què els passa, als homes?                           | Alex                                         |                                                             |
| 2009 | Still Waiting...                                    | Dean Saunders                                | Uncredited                                                  |
| 2009 | Taking Chances                                      | Chase Revere                                 |                                                             |
| 2009 | Serious Moonlight                                   | Todd                                         |                                                             |
| 2009 | Arrossega'm a l'infern                              | Clay Dalton                                  |                                                             |
| 2009 | Funny People                                        | Re-Do Guy                                    | Cameo                                                       |
| 2009 | Beyond All Boundaries                               | Corp. James R. Garrett / Sgt. John H. Morris | Veu, Curtmetratge                                           |
| 2009 | Planet 51                                           | Lem Kerplog                                  | Veu                                                         |
| 2009 | Old Dogs                                            | Troop Leader Adam Devlin                     | Sense acreditar                                             |
| 2009 | After.Life                                          | Paul Coleman                                 |                                                             |
| 2009 | Alvin and the Chipmunks: The Squeakquel             | Alvin Seville                                | Veu                                                         |
| 2010 | Youth in Revolt                                     | Paul Saunders                                |                                                             |
| 2010 | Salvant les distàncies                              | Garrett Scully                               |                                                             |
| 2010 | Alpha and Omega                                     | Humphrey                                     | Veu                                                         |
| 2011 | La conspiració                                      | Nicholas Baker                               |                                                             |
| 2011 | 10 Years                                            | Marty Burn                                   |                                                             |
| 2011 | Free Hugs                                           | Checkout Boy                                 | Curtmetratge                                                |
| 2011 | Alvin and the Chipmunks: Chipwrecked                | Alvin Seville                                | Veu                                                         |
| 2012 | For a Good Time, Call...                            | Jesse                                        |                                                             |
| 2012 | Best Man Down                                       | Scott                                        |                                                             |
| 2013 | Movie 43                                            | Robin                                        | Segment: "Super Hero Speed Dating"                          |
| 2013 | iSteve                                              | Steve Jobs                                   |                                                             |
| 2013 | A Case of You                                       | Sam                                          | També productor i guionista                                 |
| 2013 | Walking with Dinosaurs                              | Patchi                                       | Voice                                                       |
| 2014 | Ask Me Anything                                     | Dan Gallo                                    |                                                             |
| 2014 | Veronica Mars                                       | Drunken Wingman                              | Sense acreditar                                             |
| 2014 | Comet                                               | Dell                                         | També productor executiu                                    |
| 2014 | Tusk                                                | Wallace Bryton                               |                                                             |
| 2014 | The Lookalike                                       | Holt Mulligan                                | també productor                                             |
| 2015 | Alvin and the Chipmunks: The Road Chip              | Alvin Seville                                | Veu                                                         |
| 2016 | Yoga Hosers                                         | Yogi Bayer                                   |                                                             |
| 2016 | Frank & Lola                                        | Keith Winkleman                              |                                                             |
| 2016 | Lavender                                            | Liam                                         |                                                             |
| 2016 | Ghost Team                                          | Ross                                         |                                                             |
| 2016 | Trump Baby                                          | Baby                                         | Veu, Curtmetratge                                           |
| 2017 | And Then I Go                                       | Tim Hanratty                                 |                                                             |
| 2017 | Literally, Right Before Aaron                       | Adam Schulz                                  |                                                             |
| 2019 | Jay and Silent Bob Reboot                           | Brandon St. Randy                            | [ 34 ]                                                      |
| 2019 | After Class                                         | Josh Cohn                                    |                                                             |
| 2019 | The Wave                                            | Frank                                        |                                                             |
| 2019 | Tall Tales from the Magical Garden of Antoon Krings | Apollo Cricket                               | Veu, doblatge anglès                                        |
| 2021 | Lady of the Manor                                   | Max Cameron                                  | També escriptor, director i productor; debut com a director |
| 2022 | House of Darkness                                   | Hapgood "Hap" Jackson                        |                                                             |
| 2022 | Barbarian                                           | AJ Gilbride                                  |                                                             |
| 2022 | Christmas with the Campbells                        | David                                        |                                                             |
| 2022 | Clerks III                                          | Orderly                                      |                                                             |
| 2023 | Dear David                                          | Bryce                                        |                                                             |
| 2023 | It's a Wonderful Knife                              | Henry Waters                                 |                                                             |
| 2023 | The Christmas Break                                 | Jack Bradford                                | Telefilm                                                    |
| 2024 | The 4:30 Movie                                      | Stank                                        |                                                             |
| 2024 | V/H/S/Beyond                                        |                                              | Coguionista/co-director del segment titulat Fur Babies.     |
| 2024 | Spin the Bottle                                     |                                              |                                                             |
| TBA  | In Memoriam                                         | TBA                                          | en rodatge                                                  |
| TBA  | Shrek 2 Retold                                      | TBA                                          | [ 36 ]                                                      |

### Televisió
| Any             | Títol                                                 | Paper                              | Notes                                                 |
| --------------- | ----------------------------------------------------- | ---------------------------------- | ----------------------------------------------------- |
| 2000–2004       | Ed                                                    | Warren P. Cheswick                 | 71 episodis                                           |
| 2005            | Punk'd                                                | Ell mateix                         | Episodi : "December 11, 2005"                         |
| 2006            | Campus Ladies                                         | Connor                             | Episodi: "Fraternity Row"                             |
| 2006            | That '70s Show                                        | Andrew Davis                       | Episodi: "Love of My Life"                            |
| 2006–2007       | King of the Hill                                      | Vàries veus                        | 3 episodis                                            |
| 2009            | Saturday Night Live                                   | Matthew McConaughey                | Episodi: "Drew Barrymore/Regina Spektor"              |
| 2011–2012, 2015 | New Girl                                              | Paul Genzlinger                    | 5 episodis                                            |
| 2012            | Unsupervised                                          | Gary                               | Veu, 13 episodis                                      |
| 2013            | Mom                                                   | Adam                               | 3 episodis                                            |
| 2014            | Sober Companion                                       |                                    | Pilot                                                 |
| 2014            | The Michael J. Fox Show                               | Zack                               | Episodi: "Changes"                                    |
| 2014            | TripTank                                              | Cameraman / Andrew                 | Veu, 2 episodis                                       |
| 2015–2021       | F Is for Family                                       | Kevin Murphy                       | Veu, 35 episodis                                      |
| 2015            | Portlandia                                            | Justin                             | Episodi: "The Fiancée"                                |
| 2015            | Inside Amy Schumer                                    | Brian                              | Episodi: "Fight Like a Girl"                          |
| 2015–2018       | Drunk History                                         | Arno Allan Penzias / Elmer McCurdy | 2 episodis                                            |
| 2016            | Dream Team                                            | Marty Schumacher                   | Pilot                                                 |
| 2016–2018       | Skylanders Academy                                    | Spyro                              | Veu, paper principal                                  |
| 2017            | Do You Want to See a Dead Body?                       | Ell mateix                         | Episodi: "A Body and an Actor"                        |
| 2018            | The Conners                                           | Neil                               | 2 episodis                                            |
| 2019            | The Investigation: A Search for the Truth in Ten Acts | Ell mateix, James Comey            | performance                                           |
| 2019            | Giri/Haji                                             | Ellis Vickers                      | 4 episodis                                            |
| 2020            | Shop Class                                            | Ell mateix                         | Host                                                  |
| 2021            | Creepshow                                             | Simon Sherman                      | Temporada 2 Episodi 5 / Night of the Living Late Show |
| 2021            | Masters of the Universe: Revelation                   | Roboto                             | Veu                                                   |
| 2023            | Goosebumps                                            | Nathan Bratt                       | Personatge principal                                  |

## Premis i nominacions
| Any  | Premi                             | Categoria                                         | Treball nominat                                            | Resultat |
| ---- | --------------------------------- | ------------------------------------------------- | ---------------------------------------------------------- | -------- |
| 2000 | Premis Saturn                     | Millor actuació d'un actor més jove               | Galaxy Quest                                               | Nominat  |
| 2002 | Premis Saturn                     | Millor actuació d'un actor més jove               | Jeepers Creepers                                           | Nominat  |
| 2005 | MTV Movie & TV Awards             | Millor equip en pantalla                          | Dodgeball (compartit amb el repartiment)                   | Nominat  |
| 2007 | Teen Choice Awards                | Choice Breakout Movie Actor                       | Accepted, The Break-Up, Live Free or Die Hard, i Idiocracy | Nominat  |
| 2008 | Premis Saturn                     | Millor actor secundari                            | Live Free or Die Hard                                      | Nominat  |
| 2009 | Scream Awards                     | Millor actor de terror                            | Arrossega'm a l'infern                                     | Nominat  |
| 2012 | Critics' Choice Television Awards | Millor intèrpret convidat en una sèrie de comèdia | New Girl                                                   | Nominat  |
| 2016 | Kids' Choice Awards               | Veu preferida d'una pel·lícula d'animació         | Alvin and the Chipmunks: The Road Chip                     | Nominat  |
| 2023 | MTV Movie & TV Awards             | Most Frightened Performance                       | Barbarian                                                  | Nominat  |
| 2023 | Fangoria Chainsaw Awards          | Millor actuació secundària                        | Barbarian                                                  | Nominat  |
| 2023 | Critics' Choice Super Awards      | Millor actor en pel·lícula de terror              | Barbarian                                                  | Nominat  |
| 2024 | Kids' Choice Awards               | Estrella masculina favorita                       | Goosebumps                                                 | Nominat  |
| 2025 | Children's and Family Emmy Awards | Intèrpret principal destacat                      | Goosebumps                                                 | Nominat  |